# Millor, impossible
Millor, impossible (títol original en anglès, As Good as It Gets) és una pel·lícula de James L. Brooks, estrenada el 1997. Ha estat doblada al català

## Argument
Melvin Udall (Jack Nicholson) és escriptor, autor de novel·les d'èxit. D'altra banda pateix trastorns obsessius compulsius, cosa que en fa un asocial. L'única persona que sembla suportar-lo, sense mesurar-lo però, és Carol Connelly (Helen Hunt), cambrera del restaurant en el qual té la seva taula habitual. En resposta a l'hospitalització del seu veí Simon Bishop (Greg Kinnear), atacat a casa seva, Melvin es troba obligat a ocupar-se del gos d'aquest, Verdell. L'obligació d'ocupar-se d'altra cosa que ell mateix el portarà a poc a poc a relacions amb els seus semblants i canviar el seu estil de vida.

## Repartiment
- Jack Nicholson: Melvin Udall
- Helen Hunt: Carol Connelly
- Greg Kinnear: Simon Bishop
- Cuba Gooding Jr.: Frank Sachs
- Shirley Knight: Beverly Connelly
- Skeet Ulrich: Vincent Lopiano
- Yeardley Smith: Jackie Simpson
- Lupe Ontiveros: Nora Manning
- Jesse James: Spencer Connelly
- Lisa Edelstein: La dona a la taula

## Premis i nominacions

### Premis
- 1998: Oscar al millor actor per Jack Nicholson
- 1998: Oscar a la millor actriu per Helen Hunt
- 1998: Globus d'Or a la millor pel·lícula musical o còmica
- 1998: Globus d'Or a la millor actriu musical o còmica per Helen Hunt
- 1998: Globus d'Or al millor actor musical o còmic per Jack Nicholson

### Nominacions
- 1998: Oscar a la millor pel·lícula
- 1998: Oscar al millor actor secundari per Greg Kinnear
- 1998: Oscar al millor guió original per Mark Andrus i James L. Brooks
- 1998: Oscar a la millor banda sonora per Hans Zimmer
- 1998: Oscar al millor muntatge per Richard Marks
- 1998: Globus d'Or al millor director per James L. Brooks
- 1998: Globus d'Or al millor actor secundari per Greg Kinnear
- 1998: Globus d'Or al millor guió per Mark Andrus i James L. Brooks